# 度量衡法
《度量衡法》（日语：／ Doryōkōhō）是日本曾經用於規範計量單位的法律，以取代1875年（明治八年）8月5日公佈的《度量衡取締條例》。《度量衡法》本僅規範日本國內使用的长度、面积、容量與质量單位，但在施行期間曾一度重寫、兩度修訂，使《度量衡法》得以涵蓋温度、密度、壓力等的學術計量單位。《度量衡法》在1952年（昭和二十七年）3月1日由《計量法》取代。

## 歷史
1891年（明治二十四年）3月23日，明治天皇公佈由帝國議會制訂的《度量衡法》，以取代1875年（明治八年）8月5日公佈的《度量衡取締條例》，《度量衡法》自1893年（明治二十六年）1月1日起施行。《度量衡法》規範日本國內使用的長度、面積、容量與質量單位，並基於公制單位定義尺貫法單位。
1909年（明治四十二年）3月6日，明治天皇公佈由帝國議會制訂的《度量衡法改正法律》以重寫《度量衡法》，重寫版自同年7月1日起施行。此後，大正天皇又於1919年（大正八年）4月10日與1921年（大正十年）4月11日分別公佈《度量衡法》的兩份修訂案:1，這些修訂使《度量衡法》得以涵蓋溫度、密度、壓力等的学术計量單位，而4月11日也由此成為日本的「度量衡紀念日」（／ Doryōkō kinenbi）。
為進一步增加法律所規範的計量單位的種類，國會在1951年（昭和二十六年）6月7日制訂《計量法》以取代原有的《度量衡法》，《計量法》自1952年（昭和二十七年）3月1日起施行。

## 內容結構
1891年（明治二十四年）3月23日公佈、1893年（明治二十六年）1月1日施行的原版共有16條條文與6條附則，1909年（明治四十二年）3月6日公佈、同年7月1日施行的重寫版共有21條條文與1條附則，而1921年（大正十年）4月11日公佈、1923年（大正十三年）7月1日施行的修訂版共有25條條文與1條附則:1-10。